# Raymond Dauthy
Raymond Dauthy est un homme politique français né le 1er août 1875 à Éguzon (Indre) et décédé le 24 février 1947 à Paris.

## Biographie
Il fait ses études à Paris et devient docteur en droit le 22 mai 1900. Il reprend alors en 1901 l'étude notariale de son père. Conseiller municipal d'Éguzon en 1904, conseiller d'arrondissement en 1907, il succède à son père à la mairie d'Éguzon où il est élu le 24 juillet 1910, avant de siéger au conseil général au titre du canton d'Éguzon-Chantôme à partir de 1918 (il en sera vice-président). En 1924, il est élu député de l'Indre sur la liste du Cartel des gauches, et siège au groupe radical et radical-socialiste. Battu en 1928, il reprend son activité de notaire.
Il a été l'un des promoteurs de la construction du barrage d'Éguzon, importante réalisation de l'entre-deux-guerres.
Durant son mandat de maire d'Éguzon, il confie au sculpteur Ernest Nivet, ancien praticien de Rodin, le soin d'élever le monument aux morts de la commune.
Il est le frère d'Henry Dauthy, député puis sénateur de l'Indre.